# Jan Kwakszyc
Jan Kwakszyc (ur. 9 października 1921 w Pakiszkach w gminie Podbrzezie, zm. 10 lipca 2000) – polski rolnik, działacz partyjny i państwowy, poseł na Sejm PRL VI i VII kadencji (1972–1980), sędzia Trybunału Stanu (1982–1989). 

## Życiorys
Syn Kazimierza. Wykształcenie niepełne średnie, technik rolnictwa. W latach 1942–1944 był członkiem Armii Krajowej, potem wstąpił do 2 Armii Wojska Polskiego. Był rolnikiem w gminie Złotoryja. W 1965 wstąpił do Zjednoczonego Stronnictwa Ludowego. W okresie 1975–1981 był wiceprezesem i prezesem Wojewódzkiego Komitetu ZSL, potem do 1984 członkiem prezydium Naczelnego Komitetu ZSL.
W 1972 uzyskał mandat posła na Sejm VI kadencji z okręgu Legnicy. Członek Komisji Zdrowia i Kultury Fizycznej. W 1976 uzyskał reelekcję z tego samego okręgu, był członkiem tej samej Komisji oraz Komisji Leśnictwa i Przemysłu Drzewnego. Od grudnia 1980 do czerwca 1984 był przewodniczącym Wojewódzkiej Rady Narodowej w Legnicy.
Jego syn Zenon był w latach 90. wicewojewodą legnickim z ramienia Polskiego Stronnictwa Ludowego.
Pochowany na cmentarzu komunalnym w Złotoryi.

## Odznaczenia
- Złoty Krzyż Zasługi
- Srebrny Krzyż Zasługi
- Medal 30-lecia Polski Ludowej
- Odznaka 1000-lecia Państwa Polskiego